# Remaudiereana nigriceps
Remaudiereana nigriceps är en insektsart som först beskrevs av William Sweetland Dallas 1852.  Remaudiereana nigriceps ingår i släktet Remaudiereana och familjen Rhyparochromidae. Inga underarter finns listade i Catalogue of Life.